# Chiromantis petersii
Espèce
Synonymes
- Chiromantis albescens Ahl, 1929
- Chiromantis fasciatus Ahl, 1929
- Chiromantis pygmaeus Ahl, 1930
- Chiromantis pictus Ahl, 1931
- Chiromantis rugosus Ahl, 1931

Statut de conservation UICN

 LC  : Préoccupation mineure
Chiromantis petersii est une espèce d'amphibiens de la famille des Rhacophoridae.

## Répartition
Cette espèce se rencontre au Kenya et en Tanzanie.

## Étymologie
Cette espèce est nommée en l'honneur de Wilhelm Peters.

## Publication originale
- Boulenger, 1882 : Catalogue of the Batrachia Salientia s. Ecaudata in the collection of the British Museum, ed. 2, p. 1-503 (texte intégral).